# Castello di Bisarno

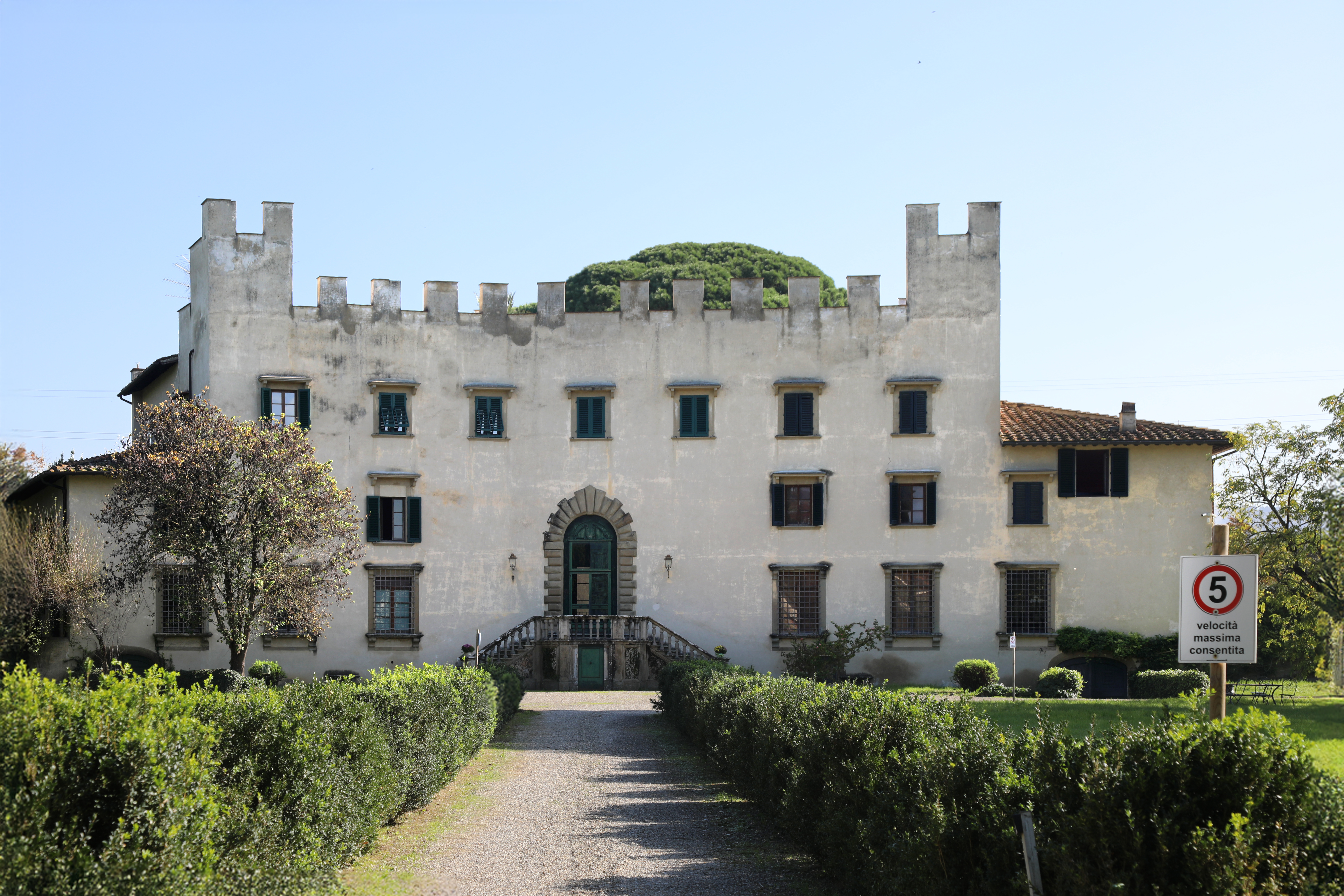
Castello di Bisarno

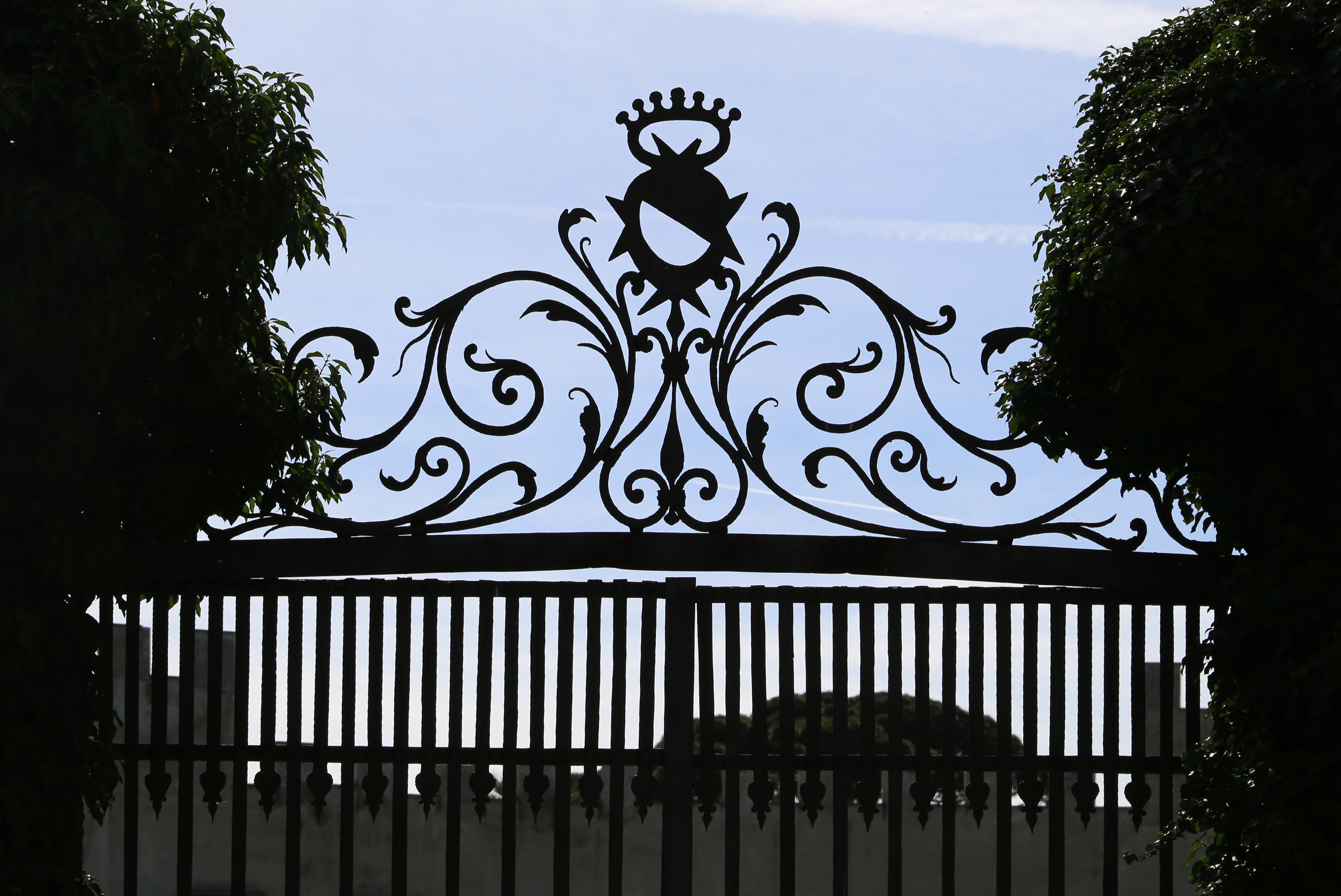
Lo stemma Capponi

Il castello di Bisarno è un edificio storico di Firenze, situato in via di Badia a Ripoli, vicino alla chiesa di San Piero in Palco.

## Storia e descrizione
Ebbe origine come fortilizio duecentesco, situato nella zona delle "lame", i rigagnoli e fossi confluenti all'Arno, che dovevano formare una variante del letto del fiume detta appunto "Bisarno".
A metà del Trecento apparteneva ai Bardi, e di quell'epoca restano alcune decorazioni interne a motivi geometrici e floreali, oltre ad alcuni pilastri ottagonali in pietra che spuntano da alcune pareti e alcuni soffitti lignei a travi su mensole di quercia.
Poi passò ai Biliotti e, nel Cinquecento, ai Capponi (il cui stemma si vede sulla cancellata), che intrapresero importanti lavori di ampliamento e ammodernamento.
Dotato di una merlatura di tipo guelfo, in parte originale e in parte di restauro, il castello venne abitato dallo scienziato ed esploratore Odoardo Beccari, che vi impiantò alcune essenze rare ancora esistenti. Dal 1869 al 1880 fu sede dell'ambasciatore inglese James Hudson.